# Jennifer Tour Chayes
Jennifer Tour Chayes (Nova Iorque, 20 de setembro de 1956) é uma matemática e física estadunidense.

## Prêmios e honrarias
- Membro do Instituto de Estudos Avançados de Princeton, NJ (1994-95, 1997)
- Palestrante convidada do Congresso Internacional de Matemáticos (Berlim, 1998)
- Fellow da Associação Americana para o Avanço da Ciência (2006)
- Fellow da Association for Computing Machinery (2010)[2]
- Fellow da American Mathematical Society Fellow (2012)[3]
- Anita Borg Institute Women of Vision Award (2012) [4]
- John von Neumann Lecture da Society for Industrial and Applied Mathematics (2015)
- Doutorado honorário da Universidade de Leiden Honorary Doctorate (2016)[5]